# Harry Trüller
Georg Wilhelm Carl Harry Trüller

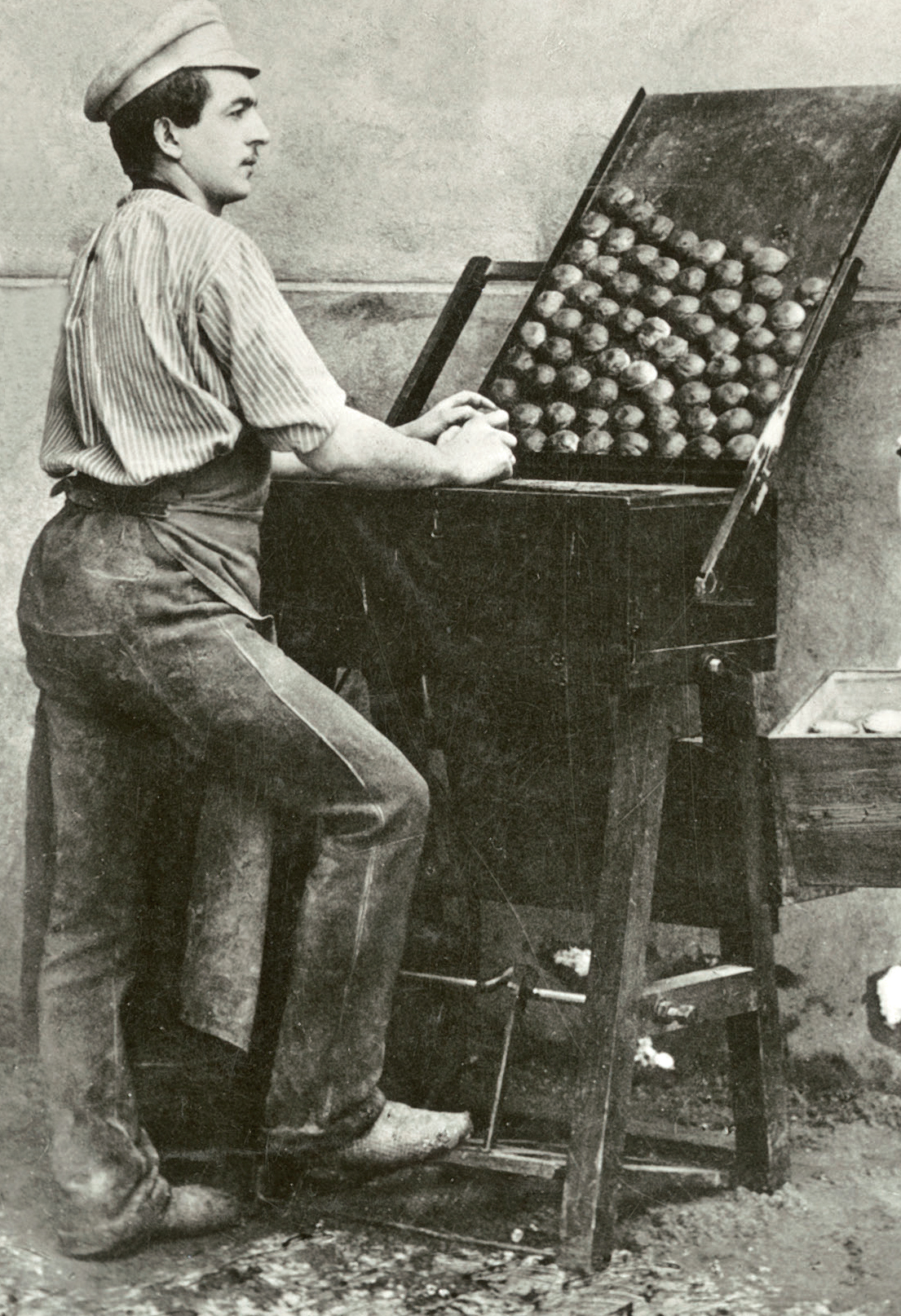
Harry Trüller an der Zwiebackschneidemaschine (um 1900)

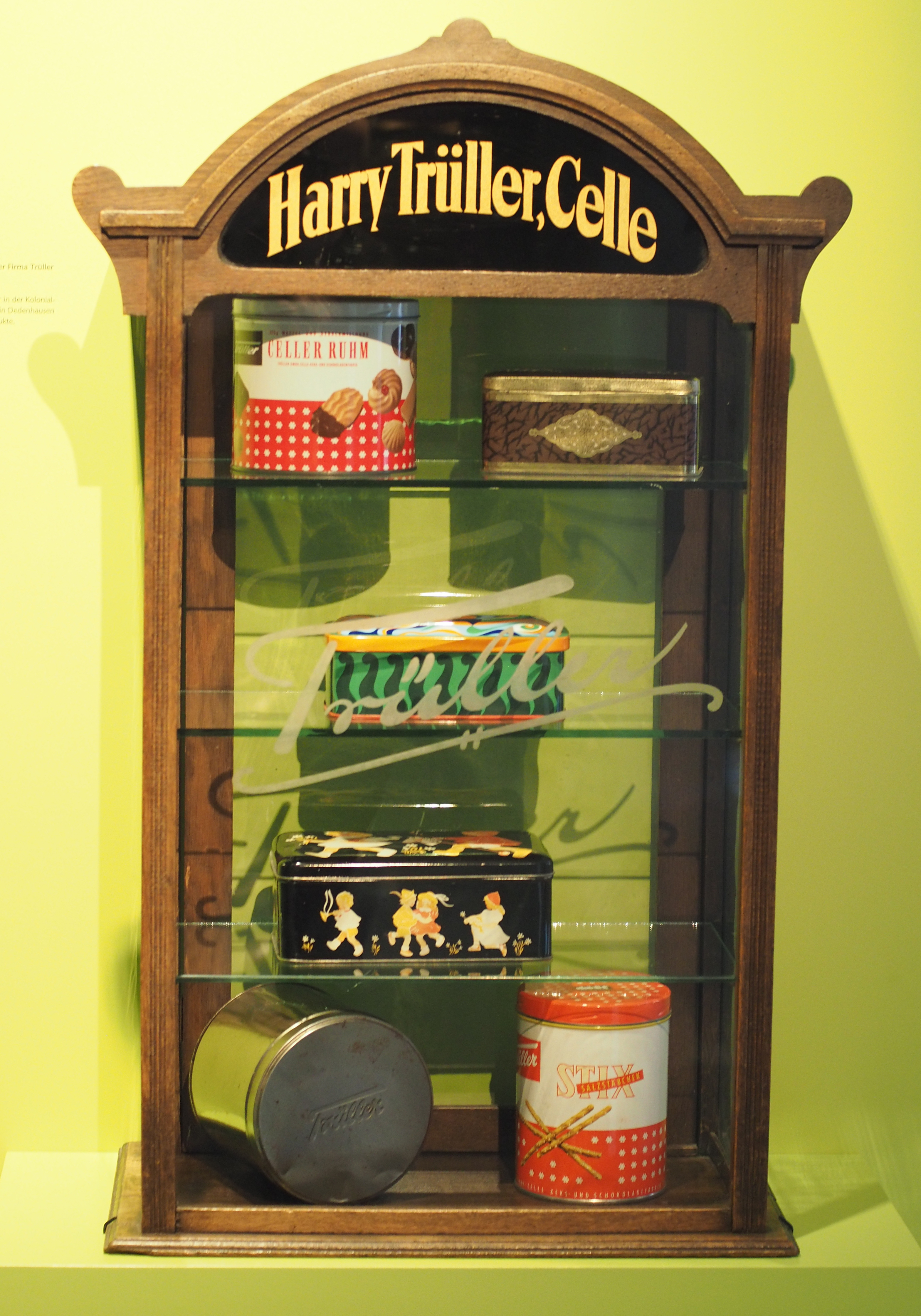
Verkaufsvitrine der Firma Harry Trüller, Celle

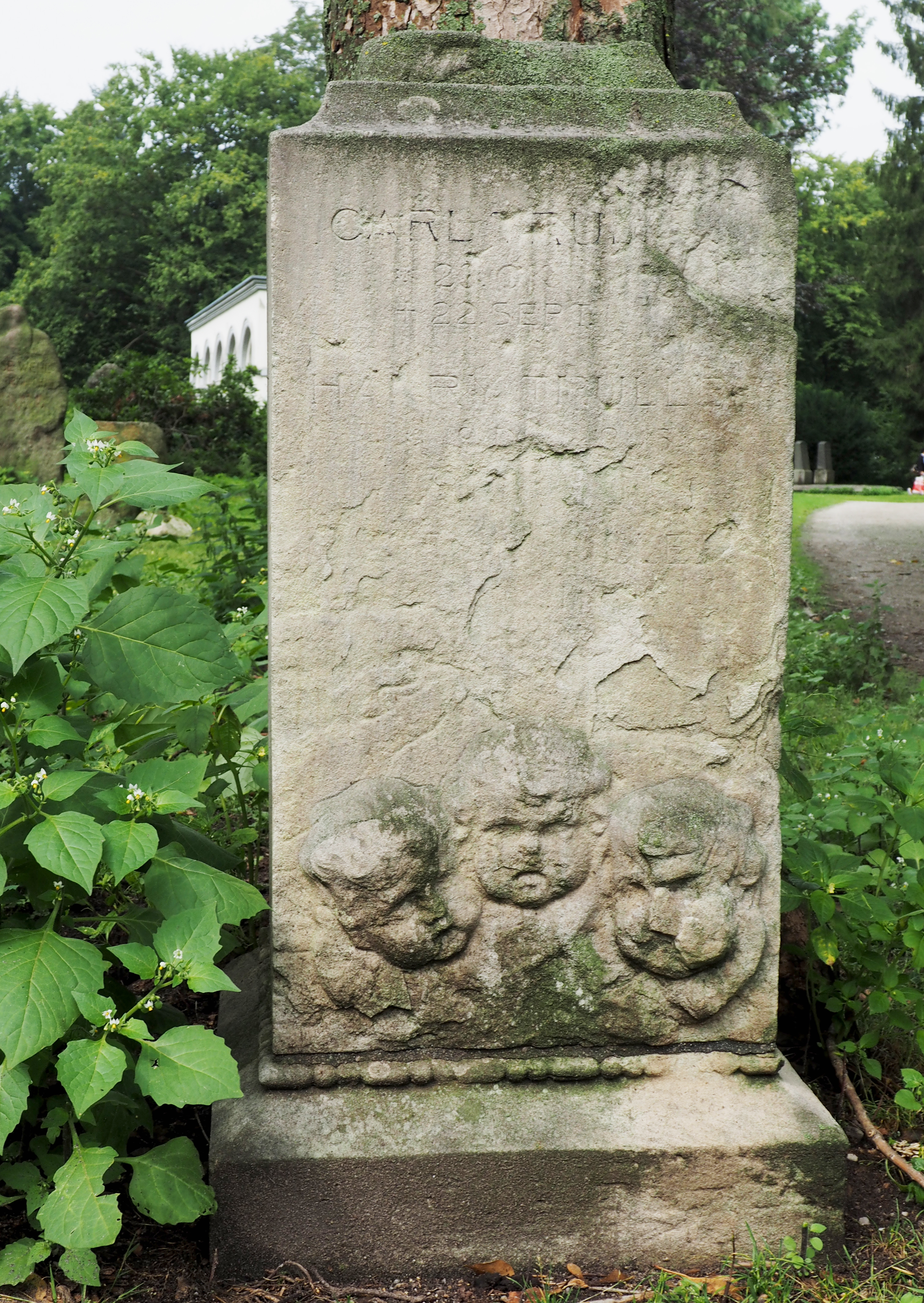
Grabstein von Carl und Harry Trüller

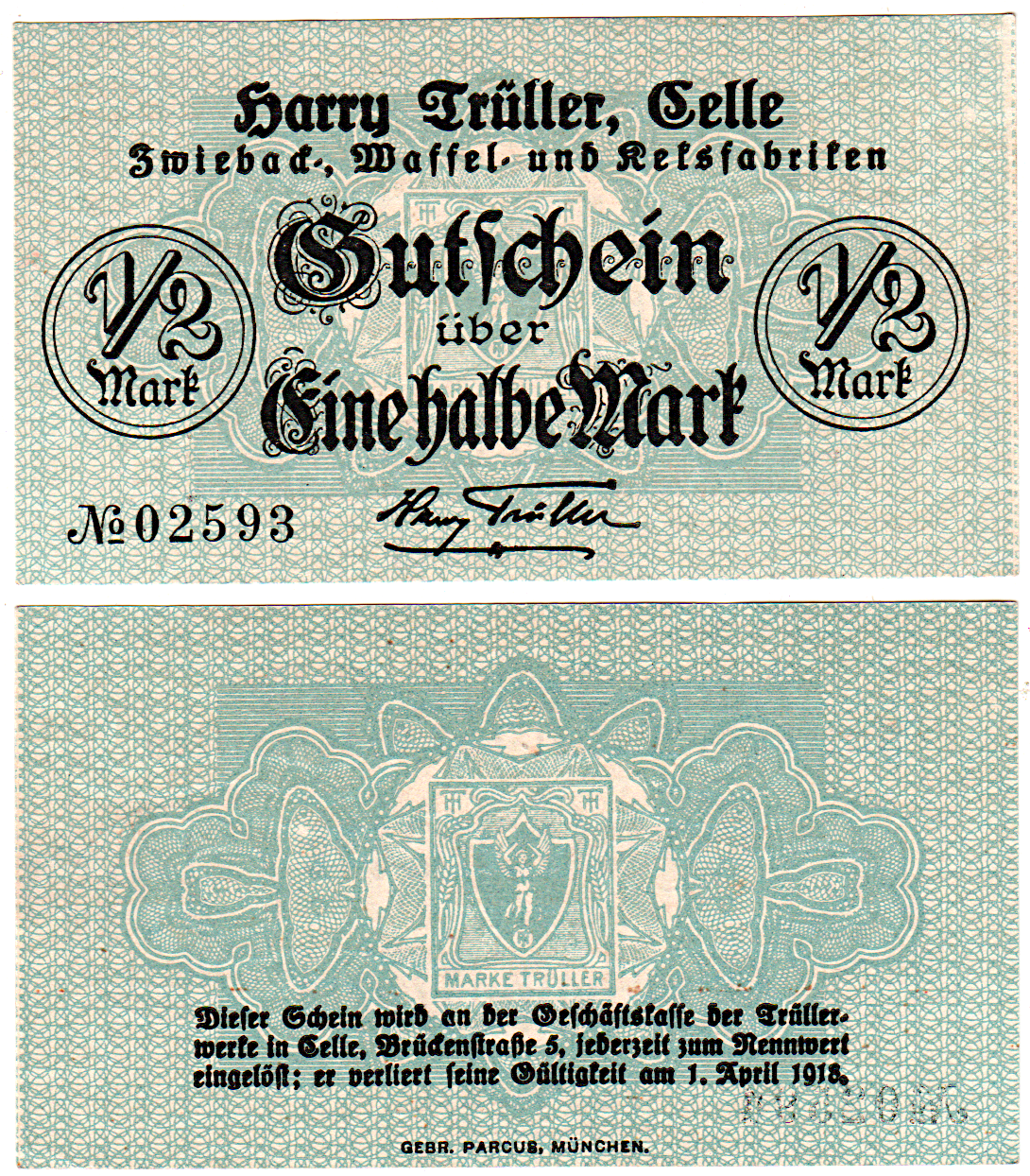
Ein Gutschein der Trüller-Werke, gültig bis 1. April 1918.

(* 20. Dezember 1868 in Celle; † 13. August 1934 ebenda) war ein deutscher Industrieller, Erfinder, Bürgervorsteher, Senator der Stadt Celle und Mitglied der Celler Freimaurerloge; er war der Initiator der Straßenbahn Celle. Die von ihm gegründete Zwieback-, Keks- und Schokoladenfabrik „Trüller“ war „seinerzeit weltweit mit die größte ihrer Art.“

## Leben
Harry Trüller, Sohn eines Bäckers, erlernte in dem Betrieb seines Vaters Carl das Bäckerhandwerk. Nach der Lehre ging er zunächst auf Wanderschaft und kehrte dann nach Celle zurück. Hier fand er wieder eine Anstellung als Geselle im Betrieb des Vaters.
1891 heiratete er Mathilde Brandes, die Tochter eines Steuerbeamten. Sie bekamen sieben Kinder, von denen zwei allerdings früh starben. Sein ältester Sohn Arnold fiel am 4. Oktober 1917 im Ersten Weltkrieg. Elli, Marta, Ilse und Oskar erreichten das Erwachsenenalter. Am 23. März 1918 starb seine Frau Mathilde an einem Hirnschlag. Harry litt an Diabetes. Er erlitt 1930 einen Schlaganfall. Aus gesundheitlichen Gründen übergab er die Geschäfte an seinen Schwiegersohn Dr. med. Heinz Kraft, der die Firma bis 1945 leitete.
Harry Trüller wurde auf dem Bürgerfriedhof im Celler Stadtteil Hehlentor beigesetzt.

## Trüller-Werke
Neben seiner Arbeit als Bäckergeselle tüftelte Harry Trüller an einer Verbesserung des aufwändigen Zwiebackschneidens. 1891 erhielt er ein Patent für seine Zwieback-Schneidemaschine. Durch sie wurde die massenhafte Produktion des Zwiebacks erst möglich. Mit dem Einsatz der Maschine begann der Aufstieg der Celler Trüllerwerke. Harry Trüller gründet 1891 eine eigene Bäckerei. 1896 zog er in eine Fabrikanlage in der Nähe des Celler Bahnhofs um. Hier produziert er Zwieback, Biskuit und Kekse. 1901 kam eine Waffel- und 1908 eine Schokoladenfabrik hinzu. Sein Grundsatz lautete:
„Nicht rückwärts blicken, nur vorwärts schauen und auf die eigene Kraft vertrauen, sorgfältig wägen, dann tapfer wagen und niemals verzagen“.
Er hatte ein besonderes Talent in Sachen Reklame. Ein bekannter Werbeslogan seiner Zeit, von Harry Trüller selbst kreiert:
„Iss immer düller Zwieback von Trüller.“
Neben seinem „Victoria-Zwieback“ schuf er immer wieder neue Produkte und vergab ihnen selbst so innovative Namen wie Heidjer-Schnitten, Celler Ruhm, Sanssouci-Waffeln, Glückstaler, Donauwellen, Schwarzkäppchen, Wunderschmetterlinge oder Wolkenkratzer.
Die erste Eintragung in das Handelsregister fand im Jahre 1907 unter "Harry Trüller" statt. Im Ersten Weltkrieg produzierte er die „Eiserne Ration“, einen mit Zwieback gefüllten Stoffbeutel als Notfallnahrung für die Soldaten. In den Notzeiten während des Krieges und nach dem Krieg, bis 1921, stellte er auch Kommissbrot und Nudeln her. 1923 wurde die Firma in eine Aktiengesellschaft umgewandelt. Nach Harry Trüllers Tod 1934 erbten seine Töchter Elli Kraft, Martha Haller und Ilse Steinberg und sein Sohn Oskar zu gleichen Teilen die Firma.
1964 verkauften sie die Harry Trüller GmbH an die amerikanische National Biscuit Company (Nabisco) für 20 Millionen DM. 1970 schließen sich die XOX-Biskuitfabrik GmbH Kleve und die Trüller GmbH zur XOX-Nabisco GmbH mit Sitz in Celle zusammen.
Das von Nabisco aufgekauft XOX-Werk in Kleve wurde Anfang 1977 geschlossen und die Produktion zu Trüller nach Celle verlagert. Die Trüllerfirma wurde am 15. Juli 1977 aufgelöst und geschlossen und ist seitdem ein Teil des Kölner Unternehmens Intersnack Knabber-Gebäck GmbH & Co. KG.
Der schriftliche Nachlass der Trüller-Werke wird im Stadtarchiv Celle aufbewahrt. Im Bomann-Museum, in der Abteilung „Leistung, Streik und Gastarbeit – Perspektiven der Arbeit“, sind Teile der Produktionsanlagen und diverse andere Utensilien des ehemaligen Trüllerimperiums ausgestellt. Unter anderem steht hier ein Prototyp der von Harry Trüller erfundenen Zwieback-Schneidemaschine. Die Maschine wurde zuerst aus Holz und später aus Gusseisen hergestellt, insgesamt 150 Stück. 1896 verkaufte Trüller sein Patent an eine Maschinenfabrik.

Zwieback-Schneidemaschine
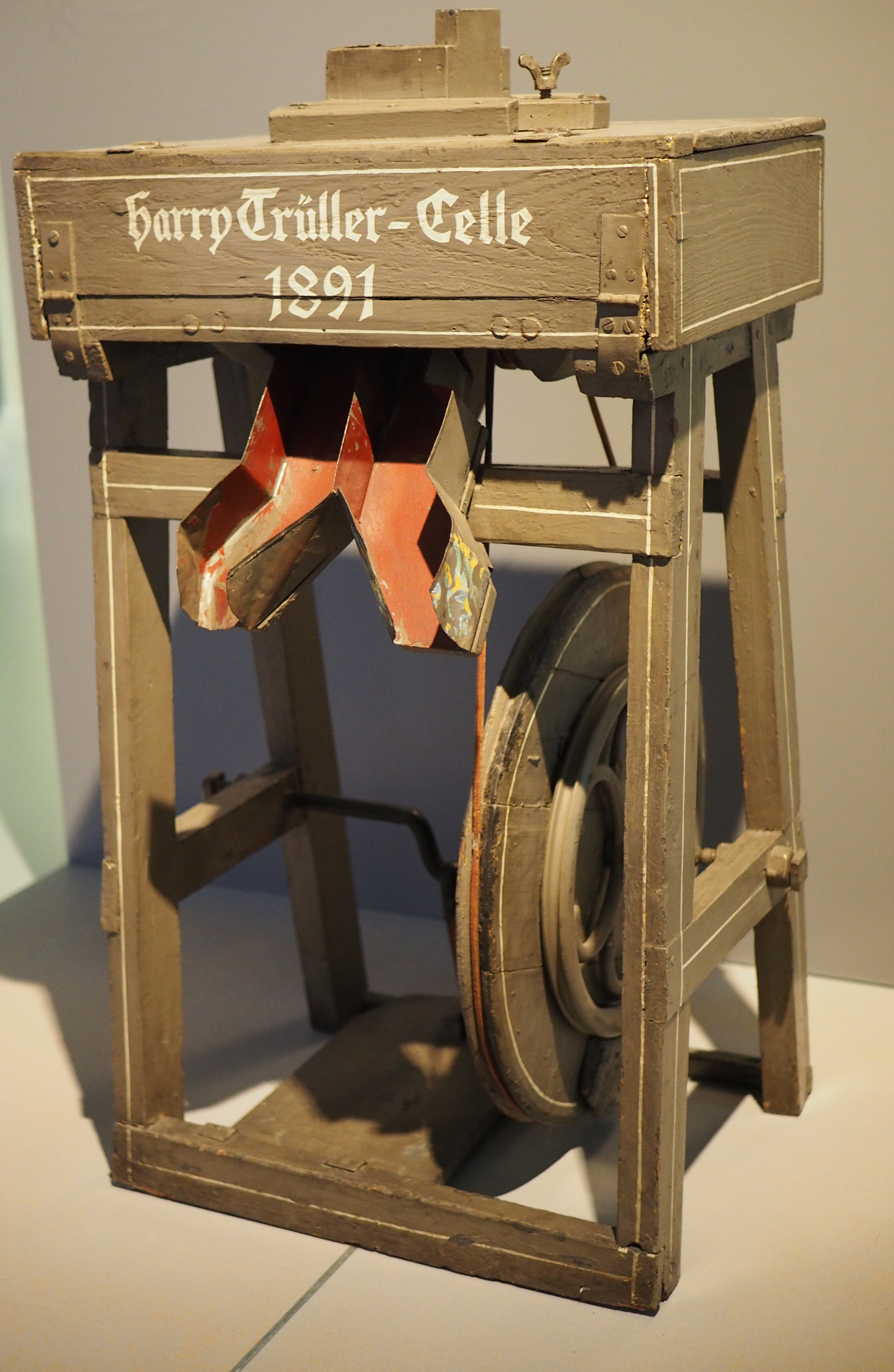
Fußbetriebener Prototyp aus Holz
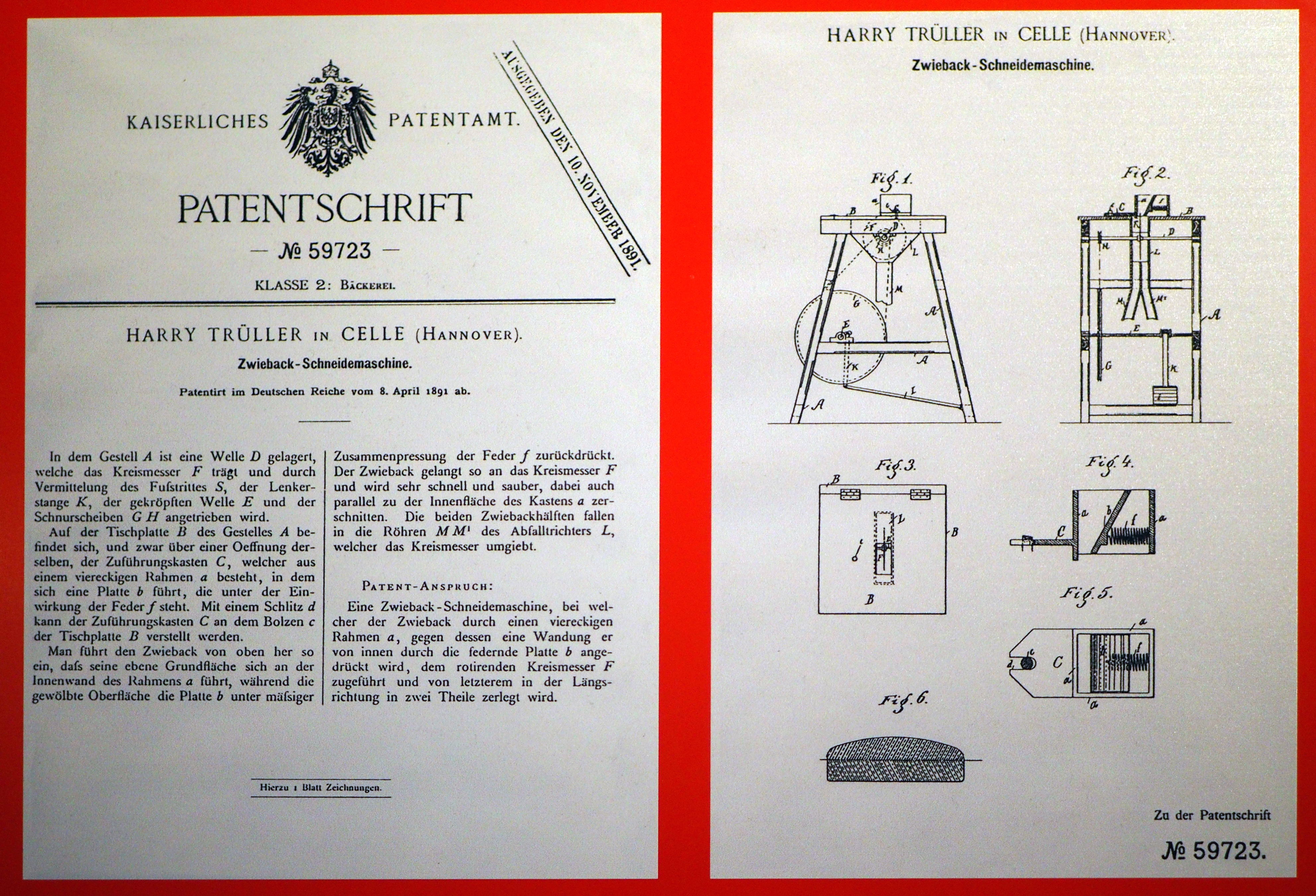
Patentschrift vom 8. April 1891

## Trüller-Haus

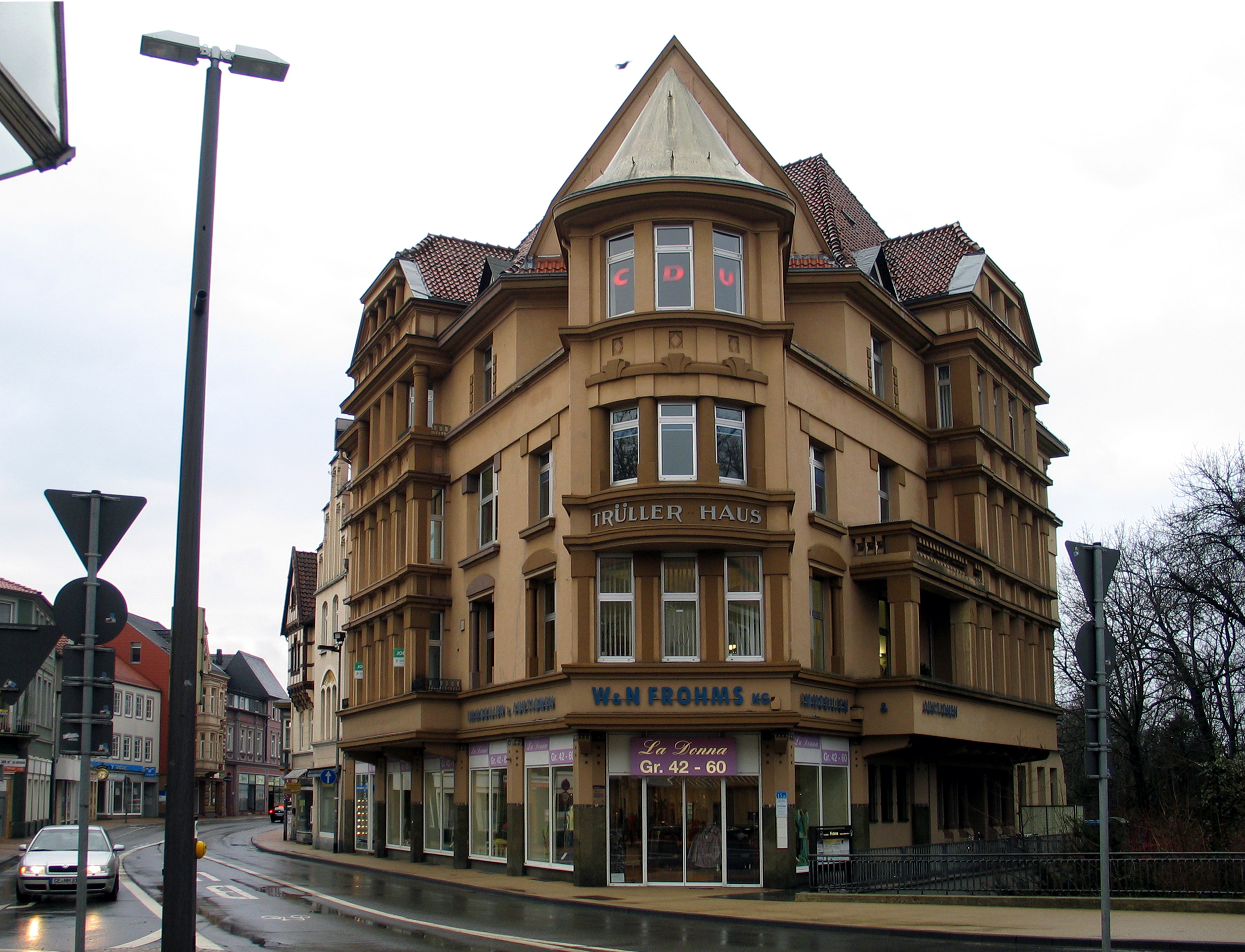
Trüller-Haus in Celle

Das Wohn- und Geschäftshaus in der Westcellertorstr. 15A in Celle wurde 1908 erbaut. Der Architekt Otto Haesler errichtete den Bau an der Grenze zur Altstadt auf dem Eckgrundstück am Rande des Schlossparks am Stadtgraben. Der Eckbau mit seinen vier Geschossen überragt die Nachbargebäude und ist mit einem Turmerker akzentuiert. An den Seitenfronten wird der Bau von Risaliten begrenzt. Haesler gliederte die Geschosse mit Lisenen, Voll- und Halbsäulen, sowie verschiedenen Fensterüberdachungen. Es wurden Mosaikbänder an den Pfeilern und zwischen den Fensterfronten des Ladengeschosses angebracht, beim Firmenschild kamen farbige Fliesen zum Einsatz.

## Auszeichnungen
Im Jahr 1929 wurde Harry Trüller wegen seiner Verdienste zum Ehrenbürger von Celle ernannt.

„‚Er war der Einzige, der während der Fahrt mit der Straßenbahn auf dem Tritt stehen durfte und nicht vom Schaffner von dort verwiesen wurde‘, erinnert sich eine Zeitzeugin. ‚Dieses Privileg flößte uns Kindern mehr Respekt vor ihm ein als alle seine Titel.‘“